# CS Universitatea Craiova
CS Universitatea Craiova (celým názvem: U Craiova 1948 Club Sportiv, též znám zkráceně jako U Craiova nebo CS U Craiova) je rumunský fotbalový klub, který sídlí v Craiově v župě Dolj. Po dlouhé období se jednalo o univerzitní klub. Od sezóny 2014/15 hraje v Lize I, rumunské nejvyšší fotbalové soutěži. Klubové barvy jsou modrá a bílá.
Založen byl v roce 1948 z iniciativy studentů a profesorů Craiovské univerzity jako součást nového sportovního sdružení CSU Craiova. Jeho historie byla nepřetržitá až do roku 1991, kdy se jeho fotbalový oddíl oddělil a vystupoval pod názvem FC Universitatea Craiova. V té době byly výsledky starého klubu považovány za nedílnou součást toho nového. Vše se začalo měnit po roce 2011. V témže roce byl totiž FC U. vyloučen z rumunského fotbalové svazu kvůli neplnění svých závazků vůči zaměstnancům. Většina tehdejšího kádru klubu se po několik měsících rozložila jejich odchodem. V roce 2013 pak došlo ve sportovním klubu CS Universitatea k obnovení jeho zaniklého fotbalového oddílu, který se hned začal hlásit k historii z let 1948–1991. CS U. tak považuje za vlastní všechny dosažené úspěchy z tohoto období. Právně jim byly přisouzeny teprve v listopadu 2017, kdy bylo definitivně rozhodnuto o tom, že výsledky z let 1948–1991 patří pouze klubu CS Universitatea.
Z úspěchu CS U. na domácí scéně patří vítězství v rumunské lize (1973/74, 1979/80, 1980/81, 1990/91) a šestinásobný triumf v rumunském fotbalovém poháru (1976/77, 1977/78, 1980/81, 1982/83, 1990/91, 2017/18). Největšího mezinárodního úspěchu dosáhl v sezóně 1982/83, kdy se probojoval do semifinále Poháru UEFA. Stal se tak prvním rumunským klubem v historii, který postoupil do semifinále některého z evropských pohárů. Sezónu předtím hrál též čtvrtfinále Poháru mistrů evropských zemí.
Své domácí zápasy odehrává na stadionu Iona Oblemenca s kapacitou 30 929 diváků.

## Historické názvy
Zdroj:
- 1948 – UNSR Craiova (Uniunea Națională a Studenților din România Craiova)
- 1950 – CSU Craiova (Club Sportiv Universitatea Craiova)
- 1953 – Știința Craiova
- 1966 – CS Universitatea Craiova (Club Sportiv Universitatea Craiova)
- 1991 – zánik
- 2013 – obnovena činnost pod názvem CS Universitatea Craiova (U Craiova 1948 Club Sportiv)

## Získané trofeje
- Liga I ( 4× )
  - 1973/74, 1979/80, 1980/81, 1990/91
- Cupa României ( 6× )
  - 1976/77, 1977/78, 1980/81, 1982/83, 1990/91, 2017/18

## Umístění v jednotlivých sezonách
Stručný přehled
Zdroj:
- 1955: Divizia B – Seria I
- 1956: Divizia C – Seria IV
- 1957–1958: Divizia C – Seria III
- 1958–1959: Divizia B – Seria I
- 1959–1963: Divizia B – Seria II
- 1963–1964: Divizia B – Seria I
- 1964–1991: Divizia A
- 1991–2013: bez soutěže
- 2013–2014: Liga II – Seria II
- 2014– : Liga I

Jednotlivé ročníky
Zdroj:
Legenda: ZČ - základní část, červené podbarvení - sestup, zelené podbarvení - postup, fialové podbarvení - reorganizace, změna skupiny či soutěže
| Rumunsko (1955 – )                                                   |                       |           |           |                                       |                       |
| Sezóny                                                               | Soutěž                | Úroveň    | ZČ        | Play-off, nadstavba, sk. o udržení... | Poznámky              |
| 1955                                                                 | Divizia B – Seria I   | 2. úroveň | 12. místo |                                       | Sestup                |
| 1956                                                                 | Divizia C – Seria IV  | 3. úroveň | 3. místo  |                                       | Změna skupiny         |
| 1957/58                                                              | Divizia C – Seria III | 3. úroveň | 1. místo  |                                       | Postup                |
| 1958/59                                                              | Divizia B – Seria I   | 2. úroveň | 13. místo |                                       | Změna skupiny         |
| 1959/60                                                              | Divizia B – Seria II  | 2. úroveň | 10. místo |                                       |                       |
| 1960/61                                                              | Divizia B – Seria II  | 2. úroveň | 2. místo  |                                       |                       |
| 1961/62                                                              | Divizia B – Seria II  | 2. úroveň | 4. místo  |                                       |                       |
| 1962/63                                                              | Divizia B – Seria II  | 2. úroveň | 5. místo  |                                       | Změna skupiny         |
| 1963/64                                                              | Divizia B – Seria I   | 2. úroveň | 1. místo  |                                       | Postup                |
| 1964/65                                                              | Divizia A             | 1. úroveň | 11. místo |                                       |                       |
| 1965/66                                                              | Divizia A             | 1. úroveň | 8. místo  |                                       |                       |
| 1966/67                                                              | Divizia A             | 1. úroveň | 3. místo  |                                       |                       |
| 1967/68                                                              | Divizia A             | 1. úroveň | 11. místo |                                       |                       |
| 1968/69                                                              | Divizia A             | 1. úroveň | 7. místo  |                                       |                       |
| 1969/70                                                              | Divizia A             | 1. úroveň | 4. místo  |                                       |                       |
| 1970/71                                                              | Divizia A             | 1. úroveň | 6. místo  |                                       |                       |
| 1971/72                                                              | Divizia A             | 1. úroveň | 8. místo  |                                       |                       |
| 1972/73                                                              | Divizia A             | 1. úroveň | 2. místo  |                                       |                       |
| 1973/74                                                              | Divizia A             | 1. úroveň | 1. místo  |                                       |                       |
| 1974/75                                                              | Divizia A             | 1. úroveň | 3. místo  |                                       |                       |
| 1975/76                                                              | Divizia A             | 1. úroveň | 6. místo  |                                       |                       |
| 1976/77                                                              | Divizia A             | 1. úroveň | 3. místo  |                                       |                       |
| 1977/78                                                              | Divizia A             | 1. úroveň | 6. místo  |                                       |                       |
| 1978/79                                                              | Divizia A             | 1. úroveň | 4. místo  |                                       |                       |
| 1979/80                                                              | Divizia A             | 1. úroveň | 1. místo  |                                       |                       |
| 1980/81                                                              | Divizia A             | 1. úroveň | 1. místo  |                                       |                       |
| 1981/82                                                              | Divizia A             | 1. úroveň | 2. místo  |                                       |                       |
| 1982/83                                                              | Divizia A             | 1. úroveň | 2. místo  |                                       |                       |
| 1983/84                                                              | Divizia A             | 1. úroveň | 3. místo  |                                       |                       |
| 1984/85                                                              | Divizia A             | 1. úroveň | 4. místo  |                                       |                       |
| 1985/86                                                              | Divizia A             | 1. úroveň | 6. místo  |                                       |                       |
| 1986/87                                                              | Divizia A             | 1. úroveň | 5. místo  |                                       |                       |
| 1987/88                                                              | Divizia A             | 1. úroveň | 5. místo  |                                       |                       |
| 1988/89                                                              | Divizia A             | 1. úroveň | 5. místo  |                                       |                       |
| 1989/90                                                              | Divizia A             | 1. úroveň | 3. místo  |                                       |                       |
| 1990/91                                                              | Divizia A             | 1. úroveň | 1. místo  |                                       |                       |
| 1991/92                                                              | Divizia A             | 1. úroveň | 4. místo  |                                       | Převod licence; zánik |
| Klub byl v letech 1991–2013 neaktivní, viz FC Universitatea Craiova. |                       |           |           |                                       |                       |
| 2013/14                                                              | Liga II – Seria II    | 2. úroveň | 1. místo  | Mistrovská skupina II (1. místo)      | Postup                |
| 2014/15                                                              | Liga I                | 1. úroveň | 5. místo  |                                       |                       |
| 2015/16                                                              | Liga I                | 1. úroveň | 8. místo  | Skupina o udržení (2. místo)          |                       |
| 2016/17                                                              | Liga I                | 1. úroveň | 5. místo  | Mistrovská skupina (5. místo)         |                       |
| 2017/18                                                              | Liga I                | 1. úroveň | 3. místo  | Mistrovská skupina (3. místo)         |                       |
| 2018/19                                                              | Liga I                | 1. úroveň |           |                                       |                       |

## Účast v evropských pohárech
| Ročník  | Soutěž                       | Kolo        | Klub                     | Doma | Venku | Celkem         |
| ------- | ---------------------------- | ----------- | ------------------------ | ---- | ----- | -------------- |
| 1970/71 | Veletržní pohár              | 1. kolo     | Pécsi MFC                | 2:1  | 0:3   | 2:4            |
| 1973/74 | Pohár UEFA                   | 1. kolo     | ACF Fiorentina           | 1:0  | 0:0   | 1:0            |
| 1973/74 | Pohár UEFA                   | 2. kolo     | Standard Liège           | 1:1  | 0:2   | 1:3            |
| 1974/75 | Pohár mistrů evropských zemí | 1. kolo     | Åtvidabergs FF           | 2:1  | 1:3   | 3:4            |
| 1975/76 | Pohár UEFA                   | 1. kolo     | FK Crvena zvezda         | 1:3  | 1:1   | 2:4            |
| 1977/78 | Pohár vítězů pohárů          | 1. kolo     | Olympiakos Nicosia       | 2:0  | 6:1   | 8:1            |
| 1977/78 | Pohár vítězů pohárů          | 2. kolo     | FK Dynamo Moskva         | 2:0  | 0:2   | 2:2 (0:3 pen.) |
| 1978/79 | Pohár vítězů pohárů          | 1. kolo     | Fortuna Düsseldorf       | 3:4  | 1:1   | 4:5            |
| 1979/80 | Pohár UEFA                   | 1. kolo     | Wiener Sport-Club        | 3:1  | 0:0   | 3:1            |
| 1979/80 | Pohár UEFA                   | 2. kolo     | Leeds United AFC         | 2:0  | 2:0   | 4:0            |
| 1979/80 | Pohár UEFA                   | 3. kolo     | Borussia Mönchengladbach | 1:0  | 0:2   | 1:2            |
| 1980/81 | Pohár mistrů evropských zemí | 1. kolo     | FC Internazionale Milano | 1:1  | 0:2   | 1:3            |
| 1981/82 | Pohár mistrů evropských zemí | 1. kolo     | Olympiacos FC            | 3:0  | 0:2   | 3:2            |
| 1981/82 | Pohár mistrů evropských zemí | 2. kolo     | Kjøbenhavns Boldklub     | 4:1  | 0:1   | 4:2            |
| 1981/82 | Pohár mistrů evropských zemí | Čtvrtfinále | FC Bayern Mnichov        | 0:2  | 1:1   | 1:3            |
| 1982/83 | Pohár UEFA                   | 1. kolo     | ACF Fiorentina           | 3:1  | 0:1   | 3:2            |
| 1982/83 | Pohár UEFA                   | 2. kolo     | Shamrock Rovers FC       | 3:0  | 2:0   | 5:0            |
| 1982/83 | Pohár UEFA                   | 3. kolo     | FC Girondins de Bordeaux | 2:0  | 0:1   | 2:1            |
| 1982/83 | Pohár UEFA                   | Čtvrtfinále | 1. FC Kaiserslautern     | 1:0  | 2:3   | 3:3 (v)        |
| 1982/83 | Pohár UEFA                   | Semifinále  | SL Benfica               | 1:1  | 0:0   | 1:1 (v)        |
| 1983/84 | Pohár UEFA                   | 1. kolo     | HNK Hajduk Split         | 1:0  | 0:1   | 1:1 (1:3 pen.) |
| 1984/85 | Pohár UEFA                   | 1. kolo     | Real Betis               | 1:0  | 0:1   | 1:1 (5:3 pen.) |
| 1984/85 | Pohár UEFA                   | 2. kolo     | Olympiakos FC            | 1:0  | 1:0   | 2:0            |
| 1984/85 | Pohár UEFA                   | 3. kolo     | FK Željezničar Sarajevo  | 2:0  | 0:4   | 2:4            |
| 1985/86 | Pohár vítězů pohárů          | 1. kolo     | AS Monaco FC             | 3:0  | 0:2   | 3:2            |
| 1985/86 | Pohár vítězů pohárů          | 2. kolo     | FK Dynamo Kyjev          | 2:2  | 0:3   | 2:5            |
| 1986/87 | Pohár UEFA                   | 1. kolo     | Galatasaray SK           | 2:0  | 1:2   | 3:2            |
| 1986/87 | Pohár UEFA                   | 2. kolo     | Dundee United FC         | 1:0  | 0:3   | 1:3            |
| 1987/88 | Pohár UEFA                   | 1. kolo     | GD Chaves                | 3:2  | 1:2   | 4:4 (v)        |
| 1990/91 | Pohár UEFA                   | 1. kolo     | KF Partizani Tirana      | 1:0  | 1:0   | 2:0            |
| 1990/91 | Pohár UEFA                   | 2. kolo     | Borussia Dortmund        | 0:3  | 0:1   | 0:4            |
| 1991/92 | Pohár mistrů evropských zemí | 1. kolo     | Apollon Limassol         | 2:0  | 0:3   | 2:3            |
| 2017/18 | Evropská liga UEFA           | 3. předkolo | AC Milán                 | 0:1  | 0:2   | 0:3            |
| 2018/19 | Evropská liga UEFA           | 3. předkolo | RB Leipzig               | 1:1  | 1:3   | 2:4            |